# Новопетрівка Друга
Новопетрі́вка Друга — колишнє село Знам'янської сільської громади Ширяївського району Одеської області в Україні. Населення на 2001 рік становило 243 осіб.
12 червня 2018 року село було об'єднане з селом Новопетрівка Перша у село Новопетрівка Ширяївського району.

## Населення
Згідно з переписом УРСР 1989 року чисельність наявного населення села становила 258 осіб, з яких 114 чоловіків та 144 жінки.
За переписом населення України 2001 року в селі мешкали 243 особи.

### Мова
Розподіл населення за рідною мовою за даними перепису 2001 року:
| Мова       | Відсоток |
| ---------- | -------- |
| українська | 97,53 %  |
| болгарська | 1,65 %   |
| молдовська | 0,41 %   |
| російська  | 0,41 %   |